# Akela
Акела (лат. Akela) — род аранеоморфных пауков из подсемейства Euophryinae в семействе пауков-скакунов (Salticidae), встречающийся в Америке и Пакистане.

## Распространение
Южная и Центральная Америка, Пакистан.

## Виды
- Akela charlottae Peckham & Peckham, 1896 (Гватемала, Панама)[1]
- Akela fulva Dyal, 1935 (Пакистан)
- Akela ruricola Galiano, 1999 (Бразилия, Уругвай, Аргентина)[2]

## Название
Название этому роду пауков было дано описавшими его арахнологами (супругами Джорджем и Элизабет Пекхэм, George & Elizabeth Peckham) в честь волка Акелы, одного из главных персонажей «Книги джунглей» и «Второй книги джунглей» Редьярда Киплинга.